# Stadsprivilegier i Sverige
Stadsprivilegier (även stadsrättigheter) var i Sverige (med Finland) de privilegiebrev som kronan utfärdade, och som utgjorde förutsättningen för att en stad skulle ha juridisk rätt att bedriva sin verksamhet. Ett sådant privilegiebrev åtföljdes ofta av en landdonation, stadsjord. Fram till 1734 gällde stadslag i städer.
Stadsprivilegierna var nödvändiga  för att ett samhälle (en tätort) officiellt skulle kunna erkännas som stad och vara platsen för handel och andra näringar än jord- och bergsbruk. Att tilldela sådana privilegier har i Sverige varit en exklusiv rätt för Konungen (eller regeringen). Per Brahe den yngre och Magnus Gabriel De la Gardie tillerkändes dock under sina levnader särskild befogenhet att inom sina grevskap anlägga städer. Skillnaderna mellan städer, köpingskommuner, municipalköpingar, och municipalsamhällen blev dock med tiden allt mindre. Och 1971 avskaffades begreppen stad och stadsprivilegier i samband med en landsomfattande kommunreform. Sedan dess finns i juridisk mening inte längre några städer i Sverige.

## Historik
Stadsprivilegier började utfärdas i Tyskland på 900-talet men blev vanliga i Europa först på 1100- och 1200-talen.
När de äldsta stadsprivilegierna infördes i Sverige går inte att säga. De äldsta bevarade avser den aldrig anlagda staden Torget från 1279 och de näst äldsta är Jönköpings privilegiebrev 1284. Det är okänt om bruket av privilegiebrev förekommit innan dess. Bruket av privilegiebrev tycks ganska länge varit ganska begränsat. Så härrör Stockholms äldsta privilegier från 1436.
Stadsprivilegier kan vara av mycket varierande natur. Dels kan de vara stadsgrundläggningsbrev som tämligen fullständigt reglerar stadens administrativa och ekonomiska förhållanden. Många förnyelser av stadsprivilegier är också sådana. Andra reglerar bara enstaka aspekter, som rätt att hålla marknader, rätt till seglation eller att besöka vissa hamnar med mera. Andra är bekräftelsebrev som enbart klargör att staden skall få behålla sina tidigare privilegier utan att specificera dessa. Mot slutet av medeltiden började en sedvänja växa fram att varje ny regent skulle bekräfta äldre privilegiebrev för att de skulle vara giltiga. I praktiken fortsatte dessa dock att gälla fram till dess att de ifrågasattes.
Bland städerna särskiljdes från 1600-talet mellan stapelstäder och uppstäder. Därefter åtnjöt de förra monopol på rätten att idka handel med utlandet, och senare det företrädet, att fartyg som till större eller mindre del var lastade med tullpliktiga varor, var skyldiga att i sådan stad inklarera och lossa lasten. Stapelstäderna var skyldiga att åt tullförvaltningen ställa tjänliga hus och lägenheter till förfogande samt att hålla sjömanshus. Stapelstadsrätt meddelades av regeringen. För städerna har också gällt bestämd klassifikation och nummerordning (de var indelade i överklass och fem andra klasser), som hade betydelse ej blott för deras rangordning, utan även för tillämpningen av vissa stadganden såväl i riksdagsordningen som i bevillningsförordningen. Den första dylika rangordningen för städerna gavs 1647, och den sista klassifikationen skedde genom kunglig resolution 11 april 1853. Denna klassindelning blev senare betydelselös. I samband med privilegierna för en ny stad fick staden också vanligen till sin fortkomst av regeringen sig tilldelad donationsjord till större eller mindre omfång. Och genom kunglig försäkran 23 februari 1789 tillförsäkrades städerna att orubbade få behålla dessa donationsjordar. 
Städernas särskilda rättsordning inskränktes sedermera avsevärt, deras företrädesrätt till näringsverksamhet avskaffades genom näringsfrihetens genomförande 1864 och deras borgares ställning som riksstånd bortföll genom ståndsriksdagens upphävande (1865). Men städerna skilde sig dock även i fortsättningen i viktiga avseenden från landsbygden. De hade egna förvaltningsorgan, magistrater, egen jurisdiktion, då de inte undantagsvis lydde under landsrätt, de utgjorde egna kommunala samfund, för vilka särskild lagstiftning gällde, i viss mån även för deras handels- och näringsförhållanden. I städerna gällde de s.k. stadsstadgorna, d.v.s. 1868 års ordningsstadga, 1874 års brand- och byggnadsstadgor, 1874 års hälsovårdsstadgas föreskrifter för stad samt 1907 års stadsplanelag. Städerna var skyldiga att själva bekosta sin egen jurisdiktion och med därtill hörande polisväsen. Städerna bildade också valkretsar för val av landstingsmän. 
Med avseende på städernas olika rättsliga ställning, skiljde man mellan dels städer med och städer utan egen jurisdiktion, varvid de senare, som 1917 utgjorde 12, saknade egen rådhusrätt och lydde under vederbörande häradsrätt, dels städer under och städer utanför landsting varvid i de senare, som 1917 utgjorde 5 (Stockholm, Göteborg, Malmö, Norrköping och Gävle), stadsfullmäktige utövade landstingets funktioner, dels städer under och stad utanför län (endast Stockholm), som hade en överståthållare i stället för länets landshövding, dels slutligen större städer och mindre städer) varvid gränsen drogs vid 3 000 invånare, i det att i stad med högre invånarantal stadsfullmäktige måste finnas, men i annan stad dessa kunde ersättas av allmänna rådstugan. 
Det som utmärkte en stad, till skillnad från köpingar och municipalsamhällen, var dess kommunala självständighet. Landskommuner och köpingar utgjorde visserligen också fristående enheter, men hade samtidigt i vissa avseenden gemenskap med angränsande landsbygd utanför dessa, till exempel beträffande vägbyggnad och vägunderhåll. Sådant samarbete sköttes via speciella organisatoriska enheter som härad, väghållningsdistrikt osv. Staden å andra sidan, var i princip en sluten kommunal enhet avsedd att själv kunna tillgodose sina invånares alla kommunala behov utan annan kommuns medverkan. Stadsinvånarna var för sitt dagliga liv hänvisade uteslutande till sig själva. Detta uteslöt emellertid inte, att vissa städer genom lagstiftning kunde tvingas till samverkan med omgivande landsbygd. Sådant samarbete organiserades inom det gemensamma landstinget. Stadens egenskap av sluten kommunal enhet visade sig även på så sätt, att varje stad, med samtycke av regeringen, tämligen fritt kunde reglera sitt förhållande till stadsinvånarna. 
Under 1900-talet var strävandena att utjämna de administrativa och juridiska skillnaderna mellan stad och landsbygd. De kommuner som blev stad under 1900-talet tilldelades inga särskilda privilegier och saknade alltid egen jurisdiktion. De saknade alltså borgmästare, magistrat och rådhusrätt och låg rättsligt "under landsrätt", d.v.s. deras område ingick i den omgivande domsagans. Efter 1952 års kommunreform kunde de s.k. stadsstadgorna tillämpas i alla kommuner. Därmed fanns det inte längre någon anledning att utdela några fler stadsrättigheter. Vid 1960-talets reformer inom polisväsendet, åklagarväsendet, uppbördsväsendet etc tillskapades enhetliga organ under statligt huvudmannaskap. Rådhusrätterna förstatligades 1965 och ombildades till tingsrätter 1971. De flesta kommuner som nybildades genom sammanläggningar under åren 1967–1974 kom också att rent rumsligt omfatta både tätort och landsbygd. Samtidigt avskaffades även den nominella skillnaden mellan städer och andra kommuner när enhetlig kommuntyp infördes, och den långa utjämningsprocessen kunde anses avslutad. De sista orter i Sverige som fick stadsprivilegier var Hagfors stad (1950), Oxelösunds stad (1950) och Säffle stad (1951).